# Кафр-Худ
Кафр-Худ (араб . كفر هود) — сирийский город, расположенный в подрайоне Махарда округа Махарда в провинции Хама . По данным Центрального статистического бюро Сирии (CBS), по переписи 2004 года в Кафр-Худе проживало 2736 человек. Его жители преимущественно мусульмане-сунниты.

## Этимология
Первое слово Кафр Худ, Кафр, является сирийским словом, означающим «ферма» или «деревня». Второе слово «Худ» происходит от другого сирийского слова «Худта», которое относится к украшению.